# Liste der Biografien/Korb
Liste der Biografien |
Portal Biografien |
Personensuche
# |
A |
B |
C |
D |
E |
F |
G |
H |
I |
J |
K |
L |
M |
N |
O |
P |
Q |
R |
S |
T |
U |
V |
W |
X |
Y |
Z |
?
 
Ka |
Kb |
Kc |
Kd |
Ke |
Kf |
Kg |
Kh |
Ki |
Kj |
Kl |
Km |
Kn |
Ko |
Kp |
Kr |
Ks |
Kt |
Ku |
Kv |
Kw |
Ky |
Kx |
Kz
 
Koa |
Kob |
Koc |
Kod |
Koe |
Kof |
Kog |
Koh |
Koi |
Koj |
Kok |
Kol |
Kom |
Kon |
Koo |
Kop |
Kor |
Kos |
Kot |
Kou |
Kov |
Kow |
Kox |
Koy |
Koz
 
Kora |
Korb |
Korc |
Kord |
Kore |
Korf |
Korg |
Korh |
Kori |
Korj |
Kork |
Korl |
Korm |
Korn |
Koro |
Korp |
Korr |
Kors |
Kort |
Koru |
Korv |
Korw |
Kory |
Korz
Die Liste der Biografien führt alle Personen auf, die in der deutschsprachigen Wikipedia einen Artikel haben. Dieses ist eine Teilliste mit 125 Einträgen von Personen, deren Namen mit den Buchstaben „Korb“ beginnt.

## Korb
- Korb, Alexander (* 1976), deutscher Historiker
- Korb, Andreas (* 1964), deutscher Generalmajor der Luftwaffe
- Korb, Anton (1763–1821), böhmischer Müllermeister, Fabrikant und Unternehmer
- Korb, Erwin (1928–2017), deutscher Politiker (SPD)
- Korb, Flóris (1860–1930), ungarischer Architekt
- Korb, Gabriele (* 1962), deutsche Juristin
- Korb, Gerhard (1898–1996), deutscher Genealoge und Herausgeber
- Korb, Gertrud (1910–1989), deutsche Ärztin, MdV
- Korb, Hermann (1656–1735), deutscher Baumeister des Barock
- Korb, Irene (1923–1978), deutsche Schauspielerin
- Korb, Jenny (1869–1937), österreichische Opernsängerin (hochdramatischer Sopran)
- Korb, Johannes († 1685), erzgebirgischer Hammerherr
- Korb, Julian (* 1992), deutscher FußballspielerJulian Korb (* 1992)

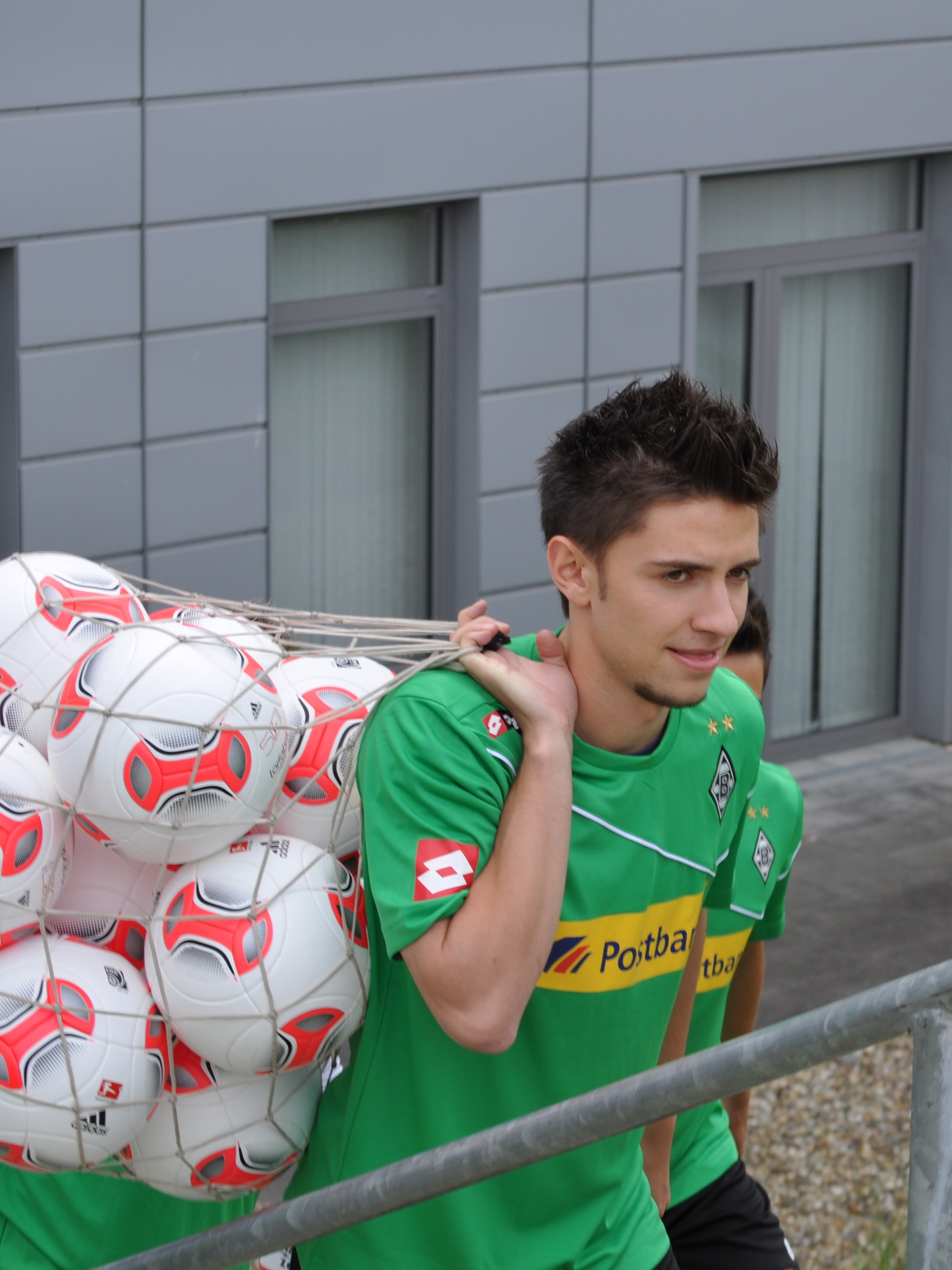
Julian Korb (* 1992)

- Korb, Kristin (* 1969), amerikanische Jazzmusikerin (Kontrabass, Gesang)
- Korb, Max (1851–1933), deutscher Entomologe, Forschungsreisender und Insektenhändler
- Korb, Michael (* 1963), deutscher Fußballspieler
- Korb, Mihhail (* 1980), estnischer Politiker, Mitglied des Riigikogu
- Korb, Paul (1904–2002), kommunistischer Widerstandskämpfer gegen den Nationalsozialismus
- Korb, Pierre (1908–1981), französischer Fußballspieler
- Korb, Robert (1900–1972), kommunistischer Funktionär (KPTsch, SED) und Generalmajor des MfS
- Korb, Ron, kanadischer Flötist
- Korb, Rudolf (1845–1925), böhmischer Beamter und Naturschützer
- Korb, Sascha (* 1993), deutscher Fußballspieler
- Korb, Willy (* 1890), nationalsozialistischer Funktionär

### Korba
- Korbach, Fritz (1945–2011), deutscher FußballtrainerFritz Korbach (1945–2011)

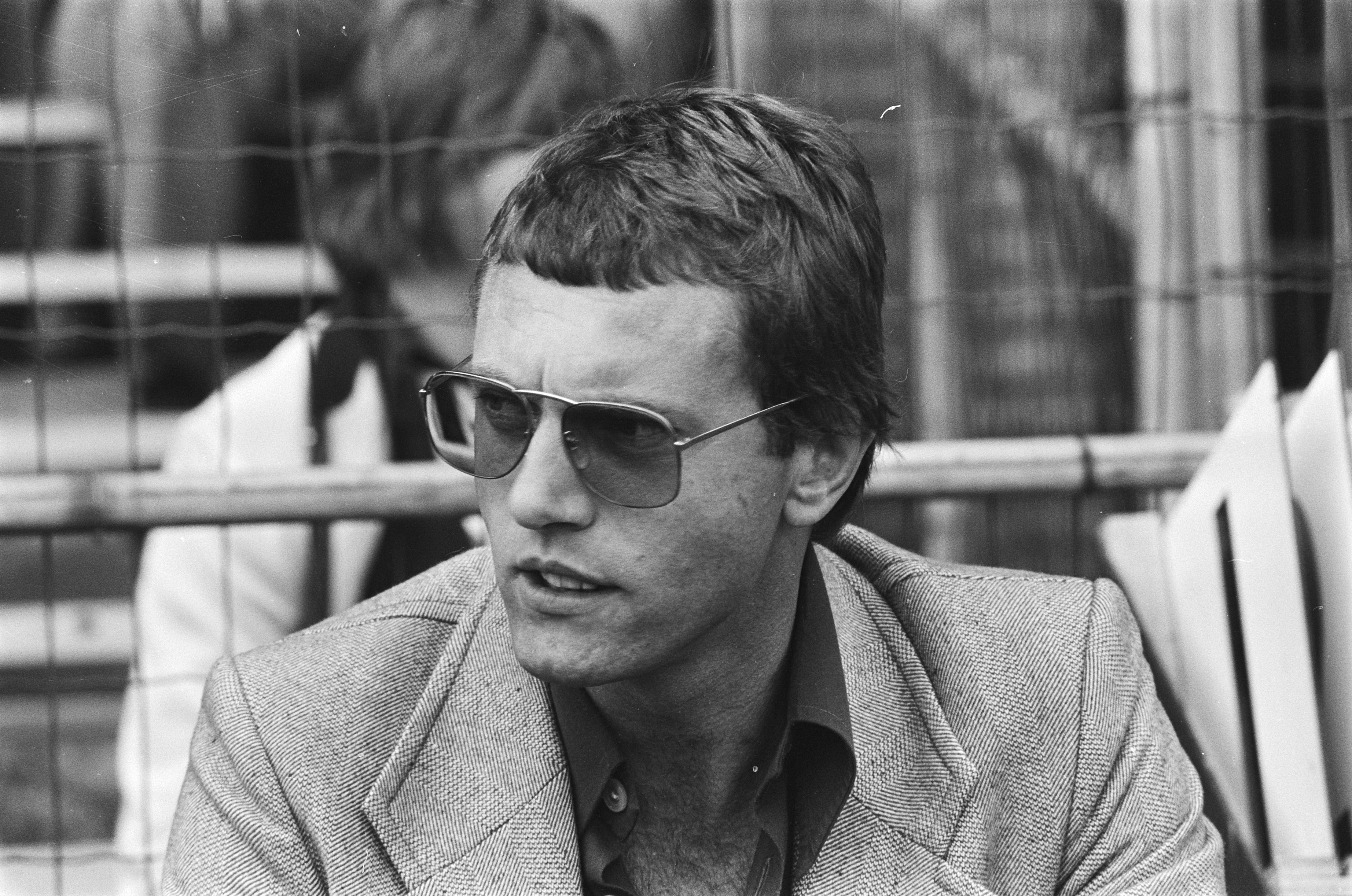
Fritz Korbach (1945–2011)

- Korbach, Heinz (1921–2004), deutscher Politiker (CDU), MdL und Landrat
- Korbach, Stefan (* 1958), deutscher Politiker (CDU)
- Korbacher Franziskanermaler, Maler
- Korbacher, Hubert (1892–1961), deutscher Politiker (BVP), MdR
- Korbaj, Nalek (* 1995), venezolanischer Boxer
- Korban, Gennadi Wladimirowitsch (* 1949), sowjetischer Ringer
- Korban, Hennadij (* 1970), ukrainischer Geschäftsmann und Politiker
- Korban, Jelena (* 1961), sowjetische Sprinterin
- Korbatits, Kurt (1937–2023), österreichischer Politiker (ÖVP), Landtagsabgeordneter im Burgenland

### Korbe
- Korbel, Berni (* 1953), deutscher Fußballspieler
- Korbel, Erich (1941–2023), österreichischer Eisschnellläufer
- Körbel, Gustav Adolf (1902–1969), deutscher Jurist und kommissarischer Oberbürgermeister von Worms
- Körbel, Hans (1909–1947), deutscher Arzt und Kriegsverbrecher
- Körbel, Hans-Georg (* 1948), deutscher Schauspieler
- Korbel, Jan (* 1975), deutscher Naturwissenschaftler
- Korbel, Josef (1909–1977), tschechoslowakischer Diplomat und Autor
- Körbel, Karl-Heinz (* 1954), deutscher Fußballspieler und -trainerKarl-Heinz Körbel (* 1954)

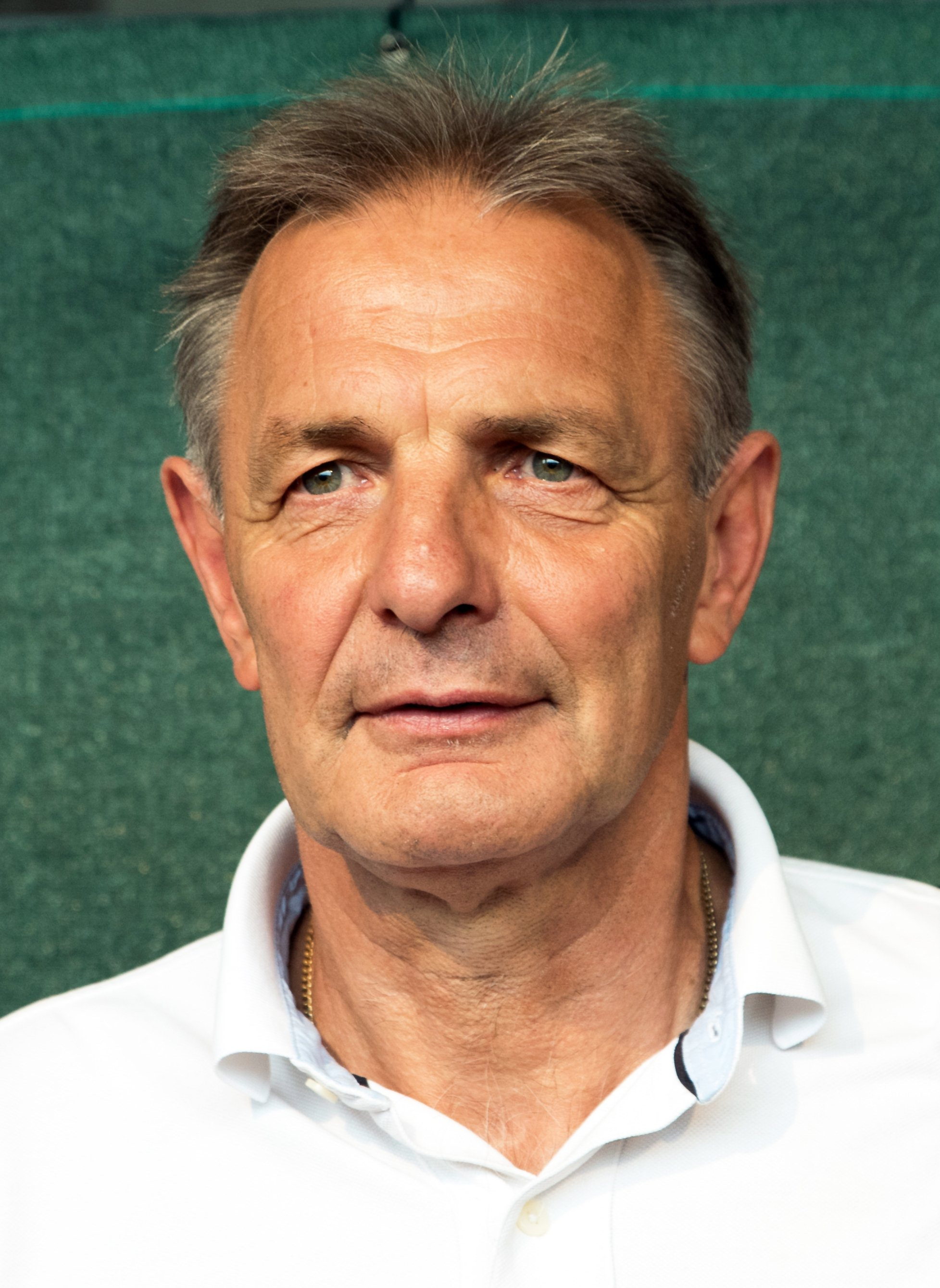
Karl-Heinz Körbel (* 1954)

- Korbel, Mario (1882–1954), tschechischer Bildhauer
- Korbel, Petr (* 1971), tschechischer Tischtennisspieler
- Korbela, Jaroslav (* 1957), tschechischer Eishockeyspieler
- Korbella, Horst (* 1940), deutscher Politiker (CDU)
- Körber, Andreas (* 1965), deutscher Geschichtsdidaktiker
- Körber, August (1905–1983), deutscher SS-FührerAugust Körber (1905–1983)

August Körber (1905–1983)

- Körber, Bernhard (1837–1915), deutschbaltischer Mediziner
- Korber, Bette, US-amerikanische Bioinformatikerin und Immunologin
- Körber, Boris Lwowitsch (1907–1978), sowjetischer Luftfahrtingenieur
- Körber, Carl (1802–1883), estnischer Pastor und Schriftsteller deutschbaltischer Herkunft
- Körber, Carsten (* 1979), deutscher Politiker (CDU), MdB
- Körber, Claudius (* 1982), deutscher Theaterschauspieler
- Körber, Daniel (* 1974), deutscher Eishockeyspieler
- Körber, Eduard (1770–1850), baltischer Geistlicher und Heimatforscher
- Körber, Erwin (1921–2003), deutscher DBD-Funktionär
- Körber, Esther-Beate (* 1957), deutsche Historikerin und Hochschullehrerin
- Körber, Felix (* 1993), deutscher Fußballspieler
- Körber, Friedhelm (1927–2010), deutscher Politiker (SPD), MdL
- Körber, Friedrich (1887–1944), deutscher Ingenieur
- Körber, Gerd (* 1963), deutscher Truckrennfahrer
- Körber, Günter (1922–1990), deutscher Musikinstrumentenbauer
- Körber, Gustav Wilhelm (1817–1885), deutscher Botaniker
- Körber, Hans-Joachim (* 1946), deutscher Manager
- Körber, Hilde (1906–1969), österreichische Schauspielerin und SchauspiellehrerinHilde Körber (1906–1969)

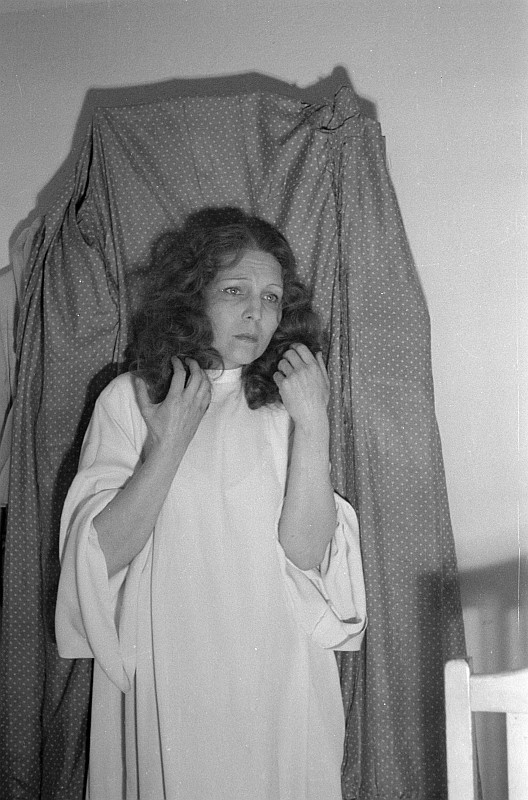
Hilde Körber (1906–1969)

- Korber, Horst (1927–1981), deutscher Politiker (SPD), MdA
- Körber, Joachim (* 1958), deutscher Übersetzer
- Körber, Karl-Heinz (1918–1977), deutscher Politiker (DP), MdBB
- Körber, Kurt (1885–1957), deutscher evangelischer Theologe und Akademiedirektor
- Körber, Kurt A. (1909–1992), deutscher Unternehmer und Mäzen
- Körber, Leonid Lwowitsch (1903–1993), russisch-sowjetischer Funktechniker und Flugzeugtechniker
- Körber, Lili (1897–1982), austroamerikanische Schriftstellerin
- Körber, Manfred (* 1962), deutscher Pastoraltheologe
- Körber, Maria (1930–2018), deutsche Schauspielerin
- Körber, Martin (1817–1893), deutschbaltischer Pastor, Komponist und Chorleiter
- Körber, Michail Leonidowitsch (* 1932), sowjetisch-russischer Chemiker und Hochschullehrer
- Korber, Nikolaus (* 1964), deutscher Chemiker
- Körber, Nils (* 1996), deutscher Fußballtorhüter
- Körber, Scott (* 1971), deutscher Politiker (CDU), MdA
- Körber, Sebastian (* 1980), deutscher Architekt und Politiker (FDP), MdB und MdL
- Körber, Sebastian (* 1984), deutscher Radrennfahrer
- Korber, Serge (1936–2022), französischer Filmregisseur
- Körber, Siegfried (1936–2019), deutscher Maler und Grafiker
- Körber, Stefan (* 1947), deutscher Politiker (SPD), MdV, MdL
- Körber, Susanne (1932–1989), deutsche Schauspielerin
- Korber, Tessa (* 1966), deutsche SchriftstellerinTessa Korber (* 1966)

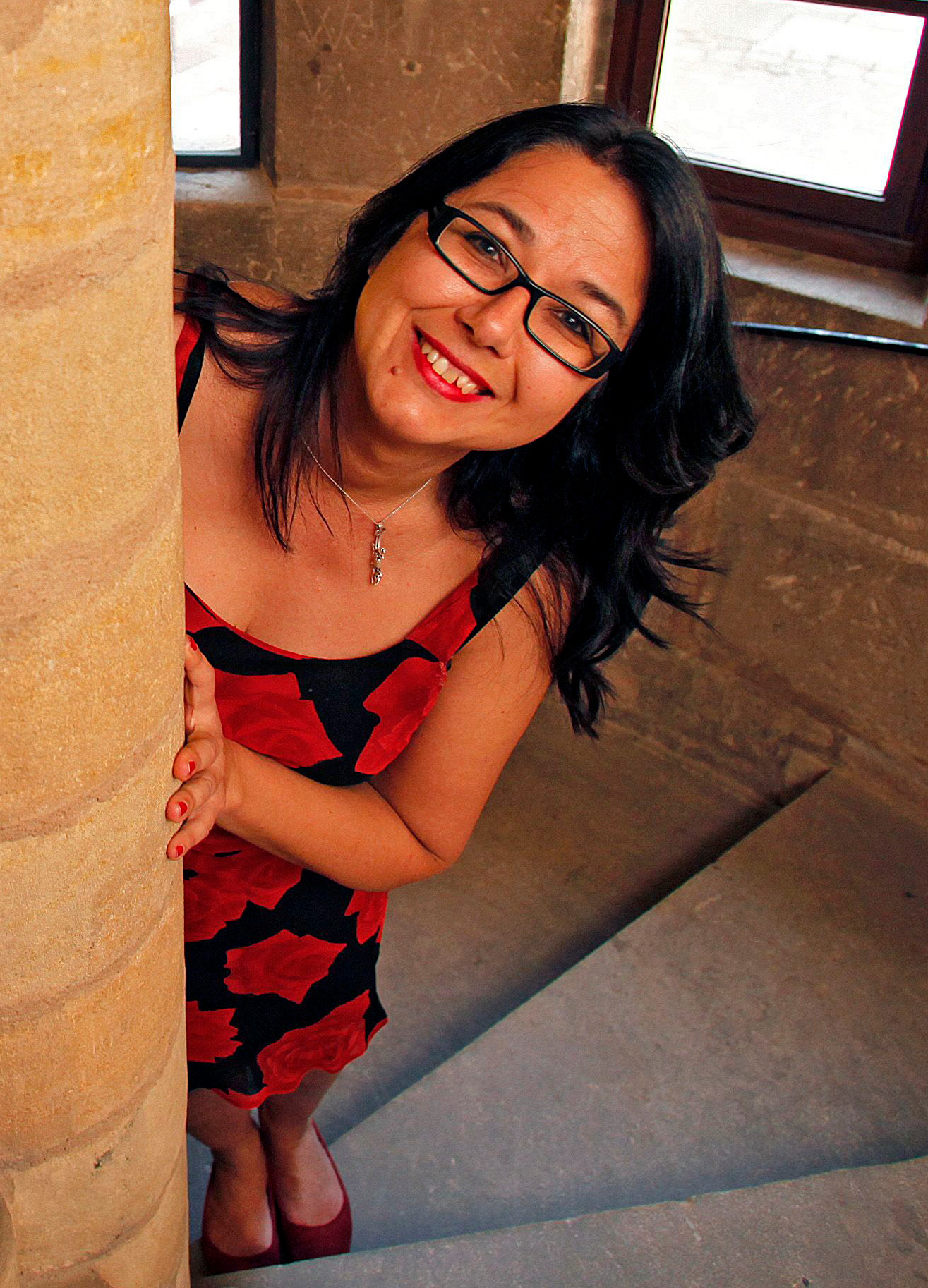
Tessa Korber (* 1966)

- Körber, Thomas (* 1956), deutscher Fußballspieler
- Körber, Till Alexander (* 1967), deutsch-österreichischer Komponist, Pianist und Musikpädagoge
- Körber, Torsten (* 1965), deutscher Jurist, Hochschullehrer
- Körber, Wiktor Lwowitsch (1894–1970), russisch-sowjetischer Flugzeugbauer
- Körber, Wilhelm (1902–1991), deutscher Maler, Zeichner und Grafiker
- Körber, Wilhelm von (1826–1914), preußischer General der Artillerie
- Körber, Willi (1911–1986), deutscher NS-Funktionär und Jugendführer
- Körber, Wolfgang (1934–2020), deutscher Architekt, Maler, Bildhauer und Hochschullehrer
- Körber-Grohne, Udelgard (1923–2014), deutsche Archäobotanikerin und Hochschullehrerin
- Körberg, Tommy (* 1948), schwedischer Sänger, Schauspieler und Musicaldarsteller

### Korbi
- Korbi, Khaled (* 1985), tunesischer Fußballspieler
- Korbik, Julia (* 1988), deutsche Journalistin und Publizistin
- Korbinian, Missionar und erster Bischof von FreisingKorbinian

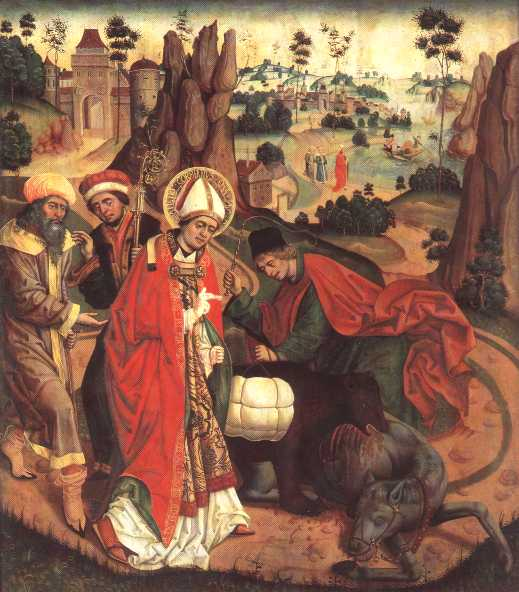
Korbinian

- Korbinian (1919–1980), deutscher Mundartdichter (Allgäu) und Kabarettist
- Korbion, Hermann (1926–1999), deutscher Richter und Rechtswissenschaftler
- Körbitz, Johan Christoph von († 1726), Generalmajor in dänisch-norwegischen Diensten
- Körbitz, Ludwig (1809–1882), deutscher Politiker
- Körbitz, Steffen (* 1951), deutscher Badmintonspieler

### Korbj
- Korbjitti, Chart (* 1954), thailändischer Schriftsteller

### Korbl
- Körbler, Tom (* 1968), deutscher Musikproduzent und Audio-Engineer
- Körbling, Georg von (1856–1942), württembergischer Generalleutnant
- Körbling, Martin (* 1946), deutsch-amerikanischer Internist und Hämatologe
- Korbly, Charles A. (1871–1937), US-amerikanischer Politiker

### Korbm
- Korbmacher, Andreas (* 1960), deutscher Jurist und Richter
- Korbmacher, Günter (1926–2015), deutscher Jurist und Richter am Bundesverwaltungsgericht
- Korbmann, David (* 1986), deutscher Schauspieler

### Korbo
- Korbová, Alice (* 1971), tschechische Skibergsteigerin

### Korbs
- Körbs, Herbert (1907–1983), deutscher Schauspieler und Theaterregisseur
- Körbs, Johann Otto (1902–1981), deutscher Politiker (KPD), MdL
- Körbs, Ursula (1939–1964), deutsche Schauspielerin
- Körbs, Werner (1906–1984), deutscher Pädagoge, Hochschullehrer
- Korbsch, Heinrich (1893–1984), deutscher Psychiater und Hochschullehrer

### Korbu
- Korbuly, Johann (1860–1919), österreichischer Ingenieur, Erfinder und Spielwarenhersteller
- Korbun, Thomas (* 1968), Biologe
- Korbus, Jens (* 1943), deutscher Schriftsteller
- Korbut, Jekaterina Walerjewna (* 1985), russische Schachspielerin
- Korbut, Olga (* 1955), sowjetische Kunstturnerin belarussischer HerkunftOlga Korbut (* 1955)

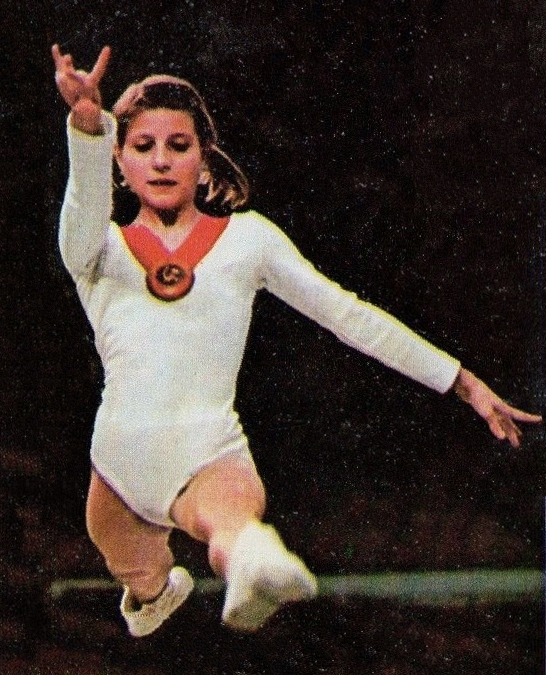
Olga Korbut (* 1955)

- Korbutt, Anna-Theresa (* 1979), deutsche Managerin